# Кливоденко, Владимир Иванович
Владимир Иванович Кливоденко (род. 26 апреля 1950, Черлакский район, Омская область) — советский самбист и дзюдоист, призёр чемпионатов СССР по самбо, обладатель Кубка СССР по самбо, чемпион Европы и мира по самбо, призёр чемпионата СССР по дзюдо, мастер спорта СССР международного класса.

## Биография
Выпускник Омской высшей школы милиции МВД СССР. Тренером Владимира Кливоденко был Анатолий Хмелев.

## Спортивные результаты
- Чемпионат СССР по самбо 1974 года — ;
- Чемпионат СССР по самбо 1975 года — ;
- Чемпионат СССР по самбо 1976 года — ;
- Чемпионат СССР по дзюдо 1976 года — ;